# Tonye Jekiri
Tonye Frank Jekiri, né le 23 juillet 1994 à Lagos au Nigéria, est un joueur nigérian de basket-ball évoluant au poste de pivot.

## Carrière professionnelle
Le 3 juillet 2019, il signe pour une saison avec l'ASVEL Lyon-Villeurbanne. Jekiri termine deuxième meilleur rebondeur de la saison régulière d'Euroligue derrière Nikola Milutinov.
Au mois de juillet 2020, il s'engage pour deux saisons au Saski Baskonia, champion d'Espagne en titre,.
Jekiri quitte le Saski Baskonia au bout d'une saison et rejoint en juillet 2021, pour une saison, l'UNICS Kazan, club russe qui évolue en Euroligue.
En juin 2022, Jekiri quitte la Russie et s'engage pour une saison, avec une saison additionnelle en option, avec le Fenerbahçe, club turc qui participe à l'Euroligue.

## Palmarès et distinctions

### Distinctions personnelles
- 1 fois joueur de la semaine en championnat de Belgique[6].